# クレーフィ
クレーフィ（Clefi, ? - 574年）は、イタリア王及びロンゴバルド王（在位：572年 - 574年）。

## 生涯
572年に妻のロザムンダに暗殺されたアルボイーノの死後、漸く征服し、ロンゴバルド王国の首都に選ばれたパヴィーアに35人の公達が再集結し、イタリアのロンゴバルド王としてクレーフィを選出した。クレーフィはベレオスの血統に属していたので、彼が王位に就くことはガウシ王家の断絶を表した。
アルボイーノの進撃を継続しつつ、トゥーシアの征服を完成させ、ラヴェンナの包囲を行うなど、新たな土地を征服しロンゴバルドは拡張していた。東ゴートと東ローマ帝国の支配で固められてしまっていた法律行政機関の粉砕を狙っていたアルボイーノの政治を一貫して続ける試みとして、彼はローマ貴族と東ローマを追撃し、ラテン人の支配階級の一部を排除しながら土地の占領と財産の取得を行った。
彼の王国は僅か18ヶ月続いただけで、パウルス・ディアコヌスの「Historia Langobardorum」（第2巻31章）によると、574年に彼は妻のマザーネと身辺護衛兵に剣で首を切られ、暗殺されたという。
王への攻撃は幾人かの公かラヴェンナ総督府によって唆された。彼の死に続き、ロンゴバルド人達は後継者の選出を断念し、本質的に独立した36の公国が成立することとなった（諸公の時代）。